# Marten Van Riel
Marten Van Riel (Loenhout, 15 de diciembre de 1992) es un deportista belga que compite en triatlón.
Ganó una medalla de plata en el Campeonato Mundial de Triatlón de 2021 y dos medallas de bronce en el Campeonato Europeo de Triatlón de 2018, en las pruebas individual y por relevo mixto.
Participó en dos Juegos Olímpicos de Verano, ocupando el sexto lugar en Río de Janeiro 2016 y el cuarto en Tokio 2020.

## Palmarés internacional
| Campeonato Mundial | Campeonato Mundial    | Campeonato Mundial | Campeonato Mundial |
| Año                | Lugar                 | Medalla            | Prueba             |
| ------------------ | --------------------- | ------------------ | ------------------ |
| 2021               | Edmonton (Canadá)     | Medalla de plata   | Individual         |
| Campeonato Europeo |                       |                    |                    |
| Año                | Lugar                 | Medalla            | Prueba             |
| 2018               | Glasgow (Reino Unido) | Medalla de bronce  | Individual         |
| 2018               | Glasgow (Reino Unido) | Medalla de bronce  | Relevo mixto       |